# Abigail Breslin
Abigail Kathleen Breslin (født 14. april 1996) er en amerikansk skuespiller; Hun er en af de yngste skuespillerinder nogensinde der er blevet nomineret til en Oscar. 
Hun er bl.a. kendt for filmene: Cold Blod, Little Miss Sunshine, Rasing Helen, Zombieland, Helt sikkert...Måske, Nim's ø og My Sister's Keeper. 
Abigail Breslin er født i New York, sammen med sine forældre Kim & Michael og hendes to storebrødre Ryan og Spencer, som begge også er skuespillere. 
Abigail Breslin er opkaldt efter førstedamen i USA, Abigail Adams.

## Filmografi
- Zombieland (2009)
- Maggie (2015)
- Zombieland: Double Tap (2019)